# Robertryan Cory
Robertryan Cory talvolta accreditato come Robert Ryan Cory (Austin, 15 ottobre 1979) è un animatore e character designer statunitense.

## Filmografia
- Ren and Stimpy Adult Party Cartoon - layout artist (2003;2006)
- SpongeBob - character designer (2005–2010; 2012; 2021)
- La Grande B! - character designer (2008)
- Secret Mountain Fort Awesome - character designer (2011-2012)
- Adventure Time - storyboard revisionist (2012)
- Gravity Falls - character designer  (2012-2016)
- SpongeBob - Fuori dall'acqua - character designer (2015)
- Billy Dilley's Super-Duper Subterranean Summer - character designer (2017)
- Bless the Harts - character designer (2017-2019)
- Kamp Koral: SpongeBob al campo estivo - character designer (2021-2024)
- Lo show di Patrick Stella - character designer (2021-in corso)

## Riconoscimenti
- Primetime Creative Arts Emmy Awards 2012